# Pinus xichangensis
Pinus xichangensis là một loài thực vật hạt trần trong họ Pinaceae. Loài này được C.T. Kuan & L.J. Zhou mô tả khoa học đầu tiên năm 1983.